# Mesolimnophila hirsutipes
Mesolimnophila hirsutipes är en tvåvingeart som beskrevs av Alexander 1929. Mesolimnophila hirsutipes ingår i släktet Mesolimnophila och familjen småharkrankar. Inga underarter finns listade i Catalogue of Life.